# Gigantione ishigakiensis
Gigantione ishigakiensis is een pissebed uit de familie Bopyridae. De wetenschappelijke naam van de soort is voor het eerst geldig gepubliceerd in 1941 door Sueo M. Shiino.